# 李成嵬
李成嵬（?—?），西夏皇族，父親是西夏太宗李德明。
李成嵬是李德明的第三子，母親是讹藏屈怀氏。他大哥是卫慕氏所生的太子元昊，即後來的西夏開國皇帝夏景宗，二哥是咩米氏（往利氏）所生的李成遇。卫慕氏被其子李元昊毒杀后，李元昊又立讹藏屈怀氏为太后。史書不載与成嵬母讹藏屈怀氏是否为一人。